# Kanton Haroué
Kanton Haroué (fr. Canton d'Haroué) byl francouzský kanton v departementu Meurthe-et-Moselle v regionu Lotrinsko. Tvořilo ho 30 obcí. Zrušen byl po reformě kantonů 2014.

## Obce kantonu
- Affracourt
- Bainville-aux-Miroirs
- Benney
- Bouzanville
- Bralleville
- Ceintrey
- Crantenoy
- Crévéchamps
- Diarville
- Gerbécourt-et-Haplemont
- Germonville
- Gripport
- Haroué
- Housséville
- Jevoncourt
- Laneuveville-devant-Bayon
- Lebeuville
- Lemainville
- Leménil-Mitry
- Mangonville
- Neuviller-sur-Moselle
- Ormes-et-Ville
- Roville-devant-Bayon
- Saint-Firmin
- Saint-Remimont
- Tantonville
- Vaudeville
- Vaudigny
- Voinémont
- Xirocourt